# Златко Болић
Златко Болић (Нови Сад, 6. фебруар 1974) јесте српски функционер и бивши кошаркаш. Тренутно је генерални сектетар у Кошаркашком савезу Србије. 
Играо је на позицији бека шутера. Најбољи је стрелац домаћих такмичења од распада СФРЈ.

## Клупска каријера
Каријеру је почео у новосадској Војводини. У Црвеној звезди је наступао на позицији бека у пет сезона, од 1996. до 2000. године и у сезони 2002/03. Освојио је шампионску титулу 1998. године и играо финале европског Купа Радивоја Кораћа. Одиграо је 223 званичне утакмице и постигао 2353 поена за клуб са Малог Калемегдана (просек 10,6 поена по утакмици).
Статистички најбољи учинак имао је у првој сезони 1996/97, када је био најбољи стрелац тима у шампионату са 405 поена на 26 мечева (просек 15,6 ) и укупно у сезони са 616 поена на 38 утакмица. Одличан је био и у Купу Кораћа са 17,9 поена на девет мечева. На утакмици против Спартака из Санкт Петербурга нанизао је чак 11 украдених лопти уз 23 поена, за победу Звезде у Русији од 101:85. Био је то феноменалан учинак, обзиром да је и НБА рекорд на једној утакмици исто 11 украдених лопти, а мечеви у најјачој лиги на свету трају осам минута дуже од оних у остатку света, па Болићев учинак добија на још већем значају.
У другој сезони се окитио шампионском титулом постигавши 58 поена у осам плеј-оф мечева, док је у Купу Кораћа Звезда пропустила прилику да освоји европски трофеј, иако је имала шест поена предности из првог финалног меча против Меша у Верони и до тада рекордан број навијача у реваншу у хали Пионир.
Болић је био међу водећим играчима екипе и у наредне две сезоне. У шампионату 1998/99. бележио је 12,1 поен , а плеј-оф није ни одигран због бомбардовања, па је Будућност из Подгорице проглашена шампионом са само једном победом више од Звезде на табели.
Наредне сезоне Болић је бележио 12,2 поена у шампионату, а екипа је доста утакмица у Евролиги у те две сезоне одиграла на неутралним теренима по суседним државама због политичке ситуације.
После две сезоне у Војводини, Златко се 2002. године вратио у редове београдских црвено-белих. Најбоље партије у сезони 2002/03. пружио је у плеј-офу, када је са 13,8 поена на четири меча био први стрелац екипе по просеку поена, али је ФМП Железник био бољи и пласирао се у финале.
Болић је у каријери поред Звезде играо и за Војводину од 1990. до 1996. и од 2000. до 2002. године. Носио је и дресове Стразбура (2003/04), београдског Атласа (2004/05), Хемофарма (2005/06), АЕЛ-а (2006/07), а наступао је и за Раднички Инвест Инжењеринг од 2007. до 2009, Металац из Ваљева (2009) и мађарски Кечкемет (2009. године).
Остао је упамћен као најбољи стрелац домаћих такмичења од распада СФРЈ, и у топ 10 најбољих стрелаца икада у домаћим шампионатима. У дресу Војводине био је први стрелац лиге у сезони 2001/02, а у дресу Радничког Инвест Инжењеринга најбољи стрелац Кошаркашке лиге Србије у сезони 2008/09.
Два пута је наступао на ол-стар мечевима Јуба лиге (од 1999. до 2001. године). Најбољи стрелац у шампионатима СРЈ, СЦГ и Србије постао је 27. фебруара 2009. године, када је постигао свој 5749. поен.

## Репрезентација
Са репрезентацијом Југославије до 22 године има освојену бронзану медаљу на Европском првенству 1996. године, када је бележио 4,1 поен на седам утакмица, а у квалификацијама је имао просек од 13,4 поена по мечу. Није облачио дрес сениорске селекције на великим такмичењима. Играо је и на Европском шампионату за кадете 1991. године, када је са просеком од 18 поена по утакмици био први стрелац тима (126 поена на седам утакмица), а Југославија је заузела осмо место. На том такмичењу играли су још Игор Перовић, Душан Јелић, Саша Дончић, Харис Бркић, Предраг Дробњак, Бранко Синђелић.

### Функционер
Управни одбор Кошаркашког савеза Србије именовао је крајем новембра 2019. Златка Болића за новог генералног секретара.
Болић је на функцији генералног секретара КСС заменио Дејана Томашевића.
Болић је до пре функције генералног секретара Кошаркашког савеза Војводине и председника Кошаркашког савеза Новог Сада.